# Tyska F3-mästerskapet 2005
Tyska F3-mästerskapet 2005 var ett race som kördes över 18 heat. Peter Elkmann blev mästare.

## Delsegrare
| Bana         | Vinnare         | Vinnare         |
| ------------ | --------------- | --------------- |
| Oschersleben | Ho-Pin Tung     | Frank Kechele   |
| Hockenheim   | Michael Devaney | Martin Hippe    |
| Sachsenring  | Peter Elkmann   | Peter Elkmann   |
| Lausitzring  | Michael Devaney | Peter Elkmann   |
| Nürburgring  | Peter Elkmann   | Peter Elkmann   |
| Nürburgring  | Michael Devaney | Michael Devaney |
| Assen        | Ferdinand Kool  | Michael Devaney |
| Lausitzring  | Jan Seyffarth   | Ferdinand Kool  |
| Oschersleben | Peter Elkmann   | Ho-Pin Tung     |

## Slutställning
| Plats | Förare          | Poäng |
| ----- | --------------- | ----- |
| 1     | Peter Elkmann   | 150   |
| 2     | Michael Devaney | 101   |
| 3     | Ho-Pin Tung     | 88    |
| 4     | Pascal Kochem   | 79    |
| 5     | Frank Kechele   | 71    |
| 6     | Martin Hippe    | 64    |